# Midazolam
Midazolam, tên thương phẩm: Versed và các tên khác, là một dược phẩm dùng để gây mê, gây tê, chữa mất ngủ, và căng thẳng. Nó hoạt động bằng cách gây buồn ngủ, giảm lo lắng, và làm mất khả năng tạo ra những ký ức mới. Nó cũng hữu ích cho việc điều trị co giật. Midazolam có thể được đưa vào cơ thể bằng đường miệng, tiêm tĩnh mạch, tiêm bắp thịt, phun vào mũi, hoặc trong má. Khi tiêm tĩnh mạch, nó thường bắt đầu hoạt động trong vòng năm phút; khi tiêm vào cơ, có thể mất mười lăm phút. Tác dụng của thuốc kéo dài từ một đến sáu giờ.
Tác dụng phụ bao gồm giảm lực hô hấp, huyết áp thấp, và gây buồn ngủ. Khả năng chịu đựng các tác dụng phụ và hội chứng cai nghiện sẽ hình thành nếu dùng trong thời gian dài. Các tác động nghịch lý, chẳng hạn như tăng động, có thể xảy ra, đặc biệt ở trẻ em và người cao tuổi. Có bằng chứng nguy cơ khi sử dụng trong thời kỳ mang thai nhưng không có bằng chứng gây hại cho một liều duy nhất trong suốt thời gian cho con bú. Chất này thuộc nhóm benzodiazepine và tác động thông qua chất dẫn truyền thần kinh GABA.
Midazolam được đưa vào sử dụng năm 1976. Nó có mặt trong Danh sách các thuốc thiết yếu của WHO, gồm các thuốc hiệu quả và an toàn nhất trong hệ thống y tế. Midazolam được bán như thuốc gốc với giá khá rẻ. Giá bán buôn của thuốc này ở các nước đang phát triển là 0.35 USD một liều dùng. Tại nhiều nước, midazolam nằm trong danh mục thuốc nhà nước quản lý.